# Llista de topònims d'Ivars de Noguera
Llista de topònims (noms propis de lloc) del municipi d'Ivars de Noguera, a la Noguera
Informació actualitzada per un bot. Els canvis manuals es perdran quan s'actualitzi!

## cabana
| imatge | Nom                    | Ubicat a         | instància de | Detalls | coordenades                                                          | Protecció | Commons (més fotos) | Dades a WD                    |
| ------ | ---------------------- | ---------------- | ------------ | ------- | -------------------------------------------------------------------- | --------- | ------------------- | ----------------------------- |
|        | Coberts de Ço de Fulla | Ivars de Noguera | cabana       |         | 41° 50′ 10″ N, 0° 34′ 57″ E / 41.8360992738037°N,0.58261105592292°E  |           |                     | Modifica les dades a Wikidata |
|        | corral de Gassol       | Ivars de Noguera | cabana       |         | 41° 51′ 05″ N, 0° 36′ 49″ E / 41.8514273609853°N,0.613593060086893°E |           |                     | Modifica les dades a Wikidata |
|        | corrals de la Garriga  | Ivars de Noguera | cabana       |         | 41° 51′ 55″ N, 0° 35′ 37″ E / 41.8653411803739°N,0.593726035872345°E |           |                     | Modifica les dades a Wikidata |
|        | era de Joan            | Ivars de Noguera | cabana       |         | 41° 51′ 00″ N, 0° 35′ 26″ E / 41.8501151910472°N,0.590442568644005°E |           |                     | Modifica les dades a Wikidata |

## creu monumental
| imatge | Nom        | Ubicat a         | instància de    | Detalls | coordenades                                                          | Protecció | Commons (més fotos) | Dades a WD                    |
| ------ | ---------- | ---------------- | --------------- | ------- | -------------------------------------------------------------------- | --------- | ------------------- | ----------------------------- |
|        | la Creu    | Ivars de Noguera | creu monumental |         | 41° 53′ 08″ N, 0° 37′ 11″ E / 41.8856428212885°N,0.619743524533981°E |           |                     | Modifica les dades a Wikidata |
|        | la Creueta | Ivars de Noguera | creu monumental |         | 41° 50′ 52″ N, 0° 35′ 51″ E / 41.8476690529887°N,0.597484294781556°E |           |                     | Modifica les dades a Wikidata |

## església
| imatge | Nom                                                       | Ubicat a         | instància de | Detalls                                                               | coordenades                                                 | Protecció                   | Commons (més fotos)                                       | Dades a WD                    |
| ------ | --------------------------------------------------------- | ---------------- | ------------ | --------------------------------------------------------------------- | ----------------------------------------------------------- | --------------------------- | --------------------------------------------------------- | ----------------------------- |
|        | Ermita de Sant Sebastià                                   | Ivars de Noguera | església     | Estil: arquitectura popular                                           | 41° 49′ 50″ N, 0° 34′ 48″ E / 41.830644°N,0.579933°E        | bé cultural d'interès local |                                                           | Modifica les dades a Wikidata |
|        | Sant Julià de Boix                                        | Ivars de Noguera | església     | Estil: arquitectura romànica                                          | 41° 53′ 38″ N, 0° 36′ 27″ E / 41.8938°N,0.607404°E 415 msnm | bé cultural d'interès local | Sant Julià de Boix                                        | Modifica les dades a Wikidata |
|        | església de la Concepció de Maria i Sant Sebastià d'Ivars | Ivars de Noguera | església     | Estil: arquitectura romànica arquitectura gòtica arquitectura barroca | 41° 51′ 01″ N, 0° 35′ 09″ E / 41.850329°N,0.585846°E        | bé cultural d'interès local | Església de la Concepció de Maria i Sant Sebastià d'Ivars | Modifica les dades a Wikidata |

## font
| imatge | Nom               | Ubicat a         | instància de | Detalls | coordenades                                                          | Protecció | Commons (més fotos) | Dades a WD                    |
| ------ | ----------------- | ---------------- | ------------ | ------- | -------------------------------------------------------------------- | --------- | ------------------- | ----------------------------- |
|        | font d'en Fèlix   | Ivars de Noguera | font         |         | 41° 52′ 07″ N, 0° 37′ 15″ E / 41.8686280495427°N,0.62092940438959°E  |           |                     | Modifica les dades a Wikidata |
|        | font de Cucona    | Ivars de Noguera | font         |         | 41° 50′ 22″ N, 0° 36′ 12″ E / 41.8394269644679°N,0.60344109702752°E  |           |                     | Modifica les dades a Wikidata |
|        | font de Gastapà   | Ivars de Noguera | font         |         | 41° 53′ 07″ N, 0° 36′ 36″ E / 41.885256946991°N,0.61005143579007°E   |           |                     | Modifica les dades a Wikidata |
|        | font de Pere Pau  | Ivars de Noguera | font         |         | 41° 52′ 09″ N, 0° 36′ 03″ E / 41.8691349456139°N,0.600716631423746°E |           |                     | Modifica les dades a Wikidata |
|        | font del Picat    | Ivars de Noguera | font         |         | 41° 51′ 06″ N, 0° 36′ 16″ E / 41.8517122672278°N,0.604355512886217°E |           |                     | Modifica les dades a Wikidata |
|        | font dels Canars  | Ivars de Noguera | font         |         | 41° 51′ 09″ N, 0° 35′ 53″ E / 41.852584471574°N,0.59801855407231°E   |           |                     | Modifica les dades a Wikidata |
|        | font dels Malalts | Ivars de Noguera | font         |         | 41° 51′ 33″ N, 0° 35′ 15″ E / 41.8591472006664°N,0.587392767383057°E |           |                     | Modifica les dades a Wikidata |
|        | font dels Malets  | Ivars de Noguera | font         |         | 41° 50′ 56″ N, 0° 36′ 44″ E / 41.8489515816114°N,0.612336075727713°E |           |                     | Modifica les dades a Wikidata |
|        | fonts Amargues    | Ivars de Noguera | font         |         | 41° 50′ 32″ N, 0° 37′ 08″ E / 41.842211988551°N,0.61888108603106°E   |           |                     | Modifica les dades a Wikidata |

## granja
| imatge | Nom                   | Ubicat a         | instància de | Detalls | coordenades                                                          | Protecció | Commons (més fotos) | Dades a WD                    |
| ------ | --------------------- | ---------------- | ------------ | ------- | -------------------------------------------------------------------- | --------- | ------------------- | ----------------------------- |
|        | Granges de la Malvina | Ivars de Noguera | granja       |         | 41° 50′ 01″ N, 0° 34′ 52″ E / 41.833571855609°N,0.58105643424723°E   |           |                     | Modifica les dades a Wikidata |
|        | Granja del Costa      | Ivars de Noguera | granja       |         | 41° 51′ 00″ N, 0° 34′ 59″ E / 41.8499392982295°N,0.582932922631758°E |           |                     | Modifica les dades a Wikidata |
|        | Granja del Falguera   | Ivars de Noguera | granja       |         | 41° 50′ 19″ N, 0° 35′ 02″ E / 41.8386455653368°N,0.583779704651376°E |           |                     | Modifica les dades a Wikidata |
|        | Granja del Matxote    | Ivars de Noguera | granja       |         | 41° 51′ 32″ N, 0° 35′ 03″ E / 41.8589695895207°N,0.584086530280269°E |           |                     | Modifica les dades a Wikidata |
|        | Granja del Moncaio    | Ivars de Noguera | granja       |         | 41° 50′ 44″ N, 0° 35′ 03″ E / 41.8454529004669°N,0.584149754854583°E |           |                     | Modifica les dades a Wikidata |
|        | Granja del Sifó       | Ivars de Noguera | granja       |         | 41° 50′ 28″ N, 0° 34′ 55″ E / 41.8410282578674°N,0.581883479759951°E |           |                     | Modifica les dades a Wikidata |

## muntanya
| imatge | Nom                  | Ubicat a         | instància de | Detalls | coordenades                                                         | Protecció | Commons (més fotos) | Dades a WD                    |
| ------ | -------------------- | ---------------- | ------------ | ------- | ------------------------------------------------------------------- | --------- | ------------------- | ----------------------------- |
|        | Roca-roja            | Ivars de Noguera | muntanya     |         | 41° 53′ 59″ N, 0° 37′ 25″ E / 41.89975278°N,0.62374167°E 636.8 msnm |           |                     | Modifica les dades a Wikidata |
|        | Tossal Roig          | Ivars de Noguera | muntanya     |         | 41° 51′ 51″ N, 0° 35′ 17″ E / 41.86410833°N,0.58801944°E 399.6 msnm |           |                     | Modifica les dades a Wikidata |
|        | Tossal de Fontanyon  | Ivars de Noguera | muntanya     |         | 41° 53′ 52″ N, 0° 38′ 20″ E / 41.8977°N,0.638936°E 726.3 msnm       |           |                     | Modifica les dades a Wikidata |
|        | Tossal de la Barraca | Ivars de Noguera | muntanya     |         | 41° 53′ 28″ N, 0° 39′ 09″ E / 41.89121389°N,0.65252083°E 777.9 msnm |           |                     | Modifica les dades a Wikidata |
|        | Tossalet del Pi      | Ivars de Noguera | muntanya     |         | 41° 51′ 38″ N, 0° 36′ 05″ E / 41.8605°N,0.601407°E 501.1 msnm       |           |                     | Modifica les dades a Wikidata |

## serra
| imatge | Nom              | Ubicat a                        | instància de | Detalls | coordenades                                                         | Protecció | Commons (més fotos) | Dades a WD                    |
| ------ | ---------------- | ------------------------------- | ------------ | ------- | ------------------------------------------------------------------- | --------- | ------------------- | ----------------------------- |
|        | Matamala         | Ivars de Noguera Os de Balaguer | serra        |         | 41° 53′ 28″ N, 0° 38′ 09″ E / 41.8912°N,0.635884°E 772 msnm         |           |                     | Modifica les dades a Wikidata |
|        | Rocallarga       | Ivars de Noguera                | serra        |         | 41° 53′ 23″ N, 0° 36′ 34″ E / 41.88969444°N,0.60948333°E 559 msnm   |           |                     | Modifica les dades a Wikidata |
|        | serra de Boix    | Ivars de Noguera                | serra        |         | 41° 53′ 06″ N, 0° 37′ 54″ E / 41.8849°N,0.631558°E 656.6 msnm       |           |                     | Modifica les dades a Wikidata |
|        | serra de Gatfier | Algerri Ivars de Noguera        | serra        |         | 41° 52′ 22″ N, 0° 37′ 33″ E / 41.8729°N,0.625883°E 620.9 msnm       |           |                     | Modifica les dades a Wikidata |
|        | serra de Vicent  | Ivars de Noguera                | serra        |         | 41° 52′ 42″ N, 0° 36′ 30″ E / 41.87835833°N,0.60833611°E 532.2 msnm |           |                     | Modifica les dades a Wikidata |
|        | serra de l'Obac  | Ivars de Noguera                | serra        |         | 41° 51′ 51″ N, 0° 36′ 52″ E / 41.86418333°N,0.61436667°E 572.2 msnm |           |                     | Modifica les dades a Wikidata |

## Misc
| imatge | Nom                                  | Ubicat a                                                      | instància de                                   | Detalls                                          | coordenades                                                                                       | Protecció                      | Commons (més fotos) | Dades a WD                    |
| ------ | ------------------------------------ | ------------------------------------------------------------- | ---------------------------------------------- | ------------------------------------------------ | ------------------------------------------------------------------------------------------------- | ------------------------------ | ------------------- | ----------------------------- |
|        | Boix                                 | Ivars de Noguera                                              | despoblat                                      |                                                  | 41° 53′ 39″ N, 0° 36′ 24″ E / 41.894039°N,0.606804°E                                              |                                |                     | Modifica les dades a Wikidata |
|        | Canyissar de la Noguera Ribagorçana  | Alfarràs Ivars de Noguera                                     | zona humida                                    | Superfície: 8.92ha                               | 41° 50′ 00″ N, 0° 34′ 42″ E / 41.8332°N,0.5783°E                                                  |                                |                     | Modifica les dades a Wikidata |
|        | Castell d'Ivars                      | Ivars de Noguera                                              | castell                                        |                                                  | 41° 49′ 50″ N, 0° 34′ 46″ E / 41.830526°N,0.579575°E                                              | bé cultural d'interès nacional |                     | Modifica les dades a Wikidata |
|        | Ivars de Noguera                     | Ivars de Noguera                                              | entitat singular de població capital municipal | 319 hab                                          | 41° 51′ 01″ N, 0° 35′ 09″ E / 41.850223°N,0.585934°E 334 msnm                                     |                                |                     | Modifica les dades a Wikidata |
|        | La Seroneta                          | Ivars de Noguera                                              | indret                                         |                                                  | 41° 50′ 48″ N, 0° 35′ 07″ E / 41.846721°N,0.585139°E                                              | bé cultural d'interès local    | La Seroneta         | Modifica les dades a Wikidata |
|        | Molí de l'Oli                        | Ivars de Noguera                                              | masia                                          |                                                  | 41° 51′ 16″ N, 0° 35′ 07″ E / 41.8545569518138°N,0.585385030265862°E                              |                                |                     | Modifica les dades a Wikidata |
|        | Noguera Ribagorçana                  | Vall d'Aran Alta Ribagorça Pallars Jussà Noguera Segrià Aragó | curs d'aigua                                   | Desemboca: Segre Llarg: 133km                    | 42° 37′ 36″ N, 0° 42′ 21″ E / 42.6267°N,0.7058°E 41° 40′ 29″ N, 0° 42′ 22″ E / 41.6747°N,0.7061°E |                                | Noguera Ribagorçana | Modifica les dades a Wikidata |
|        | canal Algerri-Balaguer               | Noguera                                                       | canal                                          | Llarg: 7.4km Superfície: 8000km²                 | 41° 49′ 46″ N, 0° 34′ 45″ E / 41.829553°N,0.5793°E                                                |                                |                     | Modifica les dades a Wikidata |
|        | casa consistorial d'Ivars de Noguera | Ivars de Noguera                                              | casa consistorial                              |                                                  | 41° 51′ 02″ N, 0° 35′ 10″ E / 41.8504769°N,0.5860454°E                                            |                                |                     | Modifica les dades a Wikidata |
|        | pantà de Santa Anna                  | Llitera Ivars de Noguera Os de Balaguer                       | embassament                                    | Superfície: 768ha Volum: 237hm³ Conca: 1757.5km² | 41° 52′ 58″ N, 0° 34′ 49″ E / 41.88270833°N,0.58026667°E 378.7 msnm                               |                                | Pantà de Santa Anna | Modifica les dades a Wikidata |